# Paul Ballanfat
Paul André Ballanfat, né en 1960, est un philosophe et islamologue français.
Ses recherches se concentrent principalement sur le soufisme et la mystique islamique, domaines dans lesquels il a publié plusieurs ouvrages et articles académiques.

## Biographie
Paul Ballanfat obtient son doctorat en études arabes et orientales à l'Université Paris 3 en 1994, avec une thèse intitulée Aspects de la pensée de Rûzbehân Baqlî, soufi à Shîrâz au XIIe siècle écrite sous la direction de Charles-Henri de Fouchécour.
Il est maître de conférences en études turques et persanes à l'Université Jean Moulin, Lyon III, puis est professeur de philosophie au Département de philosophie de l'Université Galatasaray à Istanbul, en Turquie.
En plus de son travail académique, Paul Ballanfat est reconnu pour ses contributions à la compréhension de la pensée mystique et philosophique dans le monde islamique. Ses publications et ses recherches ont apporté des éclairages significatifs sur les traditions soufies et leur impact sur la philosophie islamique.